# Wesley Ruggles
Wesley Ruggles (Los Angeles, 11 giugno 1889 – Santa Monica, 8 gennaio 1972) è stato un regista statunitense.
Per il suo contributo all'industria del cinema, gli è stata dedicata una stella sulla Hollywood Walk of Fame al 6424 di Hollywood Boulevard.

## Biografia
Fratello minore dell'attore Charles Ruggles, nacque a Los Angeles nel 1889. Cominciò la sua carriera nel 1915 come attore, comparendo in una quindicina di pellicole, talvolta insieme a Charlie Chaplin. Nel 1917, passò alla regia. Avrebbe poi girato fino alla metà degli anni quaranta più di cinquanta film.
Tra i suoi lavori più notevoli, la versione muta nel 1924 di L'età dell'innocenza, il capolavoro di Edith Wharton insignito di un premio Pulitzer. Nel 1931, fu candidato al premio Oscar per la regia con Cimarron, film che vinse nella categoria miglior film. L'adattamento del romanzo di Edna Ferber, una storia ambientata tra le praterie dell'Oklahoma, fu il primo western a vincere un Oscar.
A questo grande successo, seguì una serie di commedie leggere: Nessun uomo le appartiene con Clark Gable e Carole Lombard, Non sono un angelo, con Mae West e Cary Grant, College Humor con Bing Crosby e Bolero, con George Raft e Carole Lombard.
Nel 1946, entrò nella squadra della Rank Organisation, dirigendo e producendo London Town con Sid Field e Petula Clark, su un soggetto scritto da lui. Il film fu il primo tentativo di produzione per il cinema britannico di un musical in technicolor, ma l'operazione si rivelò un enorme flop sia di critica che di pubblico, uno dei più grandi insuccessi della storia del cinema di quel paese. Ironicamente, Ruggles era stato chiamato a dirigere il film proprio perché si riteneva che, arrivando da Hollywood, potesse avere le carte in regola per dirigere un musical, pur se niente nella sua carriera poteva confermare una sua attitudine a un lavoro del genere. Quello fu il suo ultimo film. Nel 1953, la United Artists ne distribuì negli Stati Uniti una versione ridotta con il titolo My Heart Goes Crazy.
Ruggles morì l'8 gennaio 1972 a Santa Monica. Venne sepolto al Forest Lawn Memorial Park Cemetery di Glendale, accanto al fratello Charles Ruggles.

## Filmografia

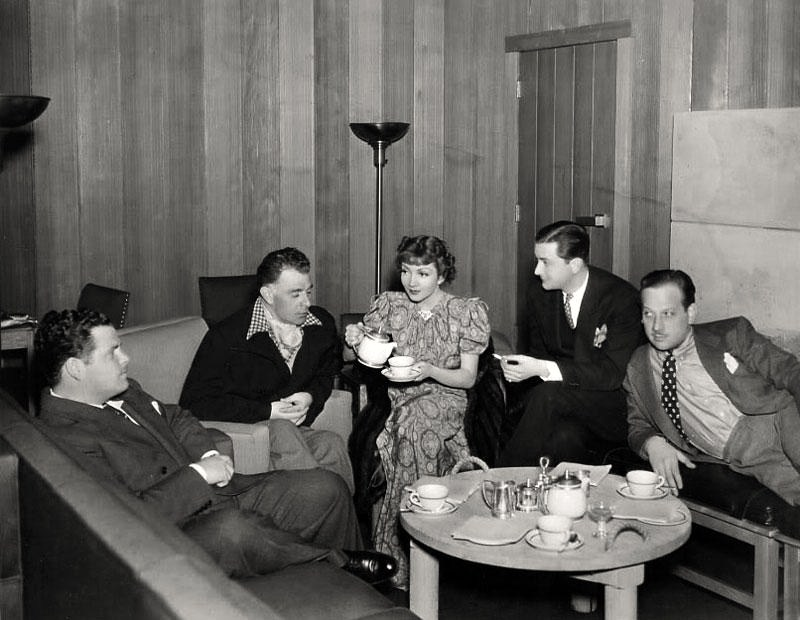
Claude Binyon (sceneggiatore), Wesley Ruggles (regista), Claudette Colbert, Robert Young e Melvyn Douglas, sul set di I Met Him in Paris

### Regista
- Bobby, Movie Director - cortometraggio (1917)
- Bobby, Philanthropist - cortometraggio (1917)
- Bobby, the Pacifist - cortometraggio (1917)
- Bobby's Bravery - cortometraggio (1917)
- For France (1917)
- He Had to Camouflage - cortometraggio (1917)
- The Blind Adventure (1918)
- The Winchester Woman (1919)
- Piccadilly Jim (1919)
- Il rapimento di Miss Mhyss (Sooner or Later) (1920)
- The Desperate Hero (1920)
- La carovana della sete (The Leopard Woman) (1920)
- Love (1920)
- The Greater Claim (1921)
- Uncharted Seas (1921)
- Over the Wire (1921)
- Miele silvestre (Wild Honey) (1922)
- S'io fossi regina (If I Were Queen) (1922)
- Mr. Billings Spends His Dime (1923)
- Il segreto dei manciù (The Remittance Woman) (1923)
- The Heart Raider (1923)
- Slippy McGee (1923)
- La contessa Olenska (The Age of Innocence) (1924)
- Broadway Lady (1925)
- The Plastic Age (1925)
- The Kick-Off (1926)
- A Man of Quality (1926)
- Occhio alle vedove (Beware of Widows) (1927)
- Calze di seta (Silk Stockings) (1927)
- The Fourflusher (1928)
- Soldato in gonnella (Finders Keepers) (1928)
- Port of Dreams (1928)
- Scandalo (Scandal) (1929)
- La ragazza del bacio (Street Girl) (1929)
- L'isola del diavolo (Condemned) (1929)
- Honey (1930)
- Il vampiro del mare (The Sea Bat), co-regia di Lionel Barrymore (1930)
- I pionieri del West (Cimarron) (1930)
- Are These Our Children (1931)
- Spia bionda (Roar of the Dragon) (1932)
- Nessun uomo le appartiene (No Man of Her Own) (1932)
- The Monkey's Paw, co-regia di, non accreditato, Ernest B. Schoedsack (1933)
- College Humor (1933)
- Non sono un angelo (I'm No Angel) (1933)
- Bolero (1934)
- Shoot the Works (1934)
- Il giglio d'oro (The Golden Lily) (1935)
- Mississippi, co-regia di A. Edward Sutherland (1935)
- Accent on Youth (1935)
- The Bride Comes Home (1935)
- Valiant Is the Word for Carrie (1936)
- Incontro a Parigi (I Met Him in Paris) (1937)
- La moglie bugiarda (True Confession) (1937)
- Sing, You Sinners (1938)
- Invitation to Happiness (1939)
- Troppi mariti (Too Many Husbands) (1940)
- Arizona (1940)
- Tu m'appartieni (You Belong to Me) (1941)
- Incontro a Bataan (Somewhere I'll Find You) (1942)
- La fortuna è bionda (Slightly Dangerous) (1943)
- See Here, Private Hargrove (1944)
- London Town (1946)

### Aiuto regista
- Outcast, regia di Dell Henderson (1917)

### Attore
- Gussle's Backward Way (1915)